# Raphaela Bürgi
Raphaela Bürgi SCSC (* 24. Januar 1923 als Elisabeth Bürgi in Olten; † 7. Januar 2021 in Ingenbohl) war eine Schweizer römisch-katholische Ordensschwester der Barmherzigen Schwestern vom heiligen Kreuz (Ingenbohler Schwestern) und als Zeichenlehrerin und Künstlerin tätig.

## Leben und Wirken
Elisabeth Bürgi wuchs als mittlere von drei Schwestern mit vier Halbbrüdern in Olten auf. Ihre Mutter starb 1927 an den Folgen einer Grippe, als Elisabeth fünfjährig war. Ihr Vater war ein einfacher Postbeamter. Nach der Grundschule begann Elisabeth 1939 eine kunstgewerbliche Ausbildung in der Textilfachklasse der Kunstgewerbeschule Basel und trat 1946 dem Orden der Barmherzigen Schwestern vom heiligen Kreuz in Ingenbohl bei und erhielt 1950 die Ordination. Fortan trug sie den Ordensnamen Maria Raphaela Bürgi. Eine weitere Ausbildung zur Zeichenlehrerin durchlief sie von 1950 bis 1953 an den Kunstgewerbeschulen in Freiburg und Basel, um als Zeichenlehrerin an der Mittelschule Theresianum Ingenbohl tätig zu sein, ein Auftrag, den sie für rund vierzig Jahre innehatte.
Daneben war sie weiterhin als Künstlerin in verschiedenen Bereichen der angewandten Kunst, in Bau- und Umweltgestaltung, Grafik und grafischen Techniken, Malerei, Textilkunst und Zeichnung tätig. Die doppelte Belastung führte die sensible Künstlerin in eine Krise, auf die ihre Oberen mit Verständnis reagierten und ihr ein Sabbatical in London gestatteten. In der Grossstadt schrieb sie sich an der «Experimental School of Camden Town» ein und erwarb dort neue Techniken der Gestaltung. Daneben bildete sie sich auch geistig weiter, indem sie sich in die naturwissenschaftlichen Schriften von Pierre Teilhard de Chardin vertiefte. Wieder zurückgekehrt in ihr Mutterhaus Ingenbohl, erhielt sie zahlreiche Aufträge als Malerin, Glasmalerin und Textilgestalterin in Kirchen, Spitälern, Heimen und Privathäusern im In- und Ausland. 
Nach ihrer Pensionierung als Zeichenlehrerin 1989 bezog die Künstlerin ein eigenes Atelier in Basel, wo sie sich voll ihrer Arbeit widmen konnte. Die letzten Lebensjahre verbrachte sie im Kloster Ingenbohl in Brunnen im Josefsheim, wo sie am 7. Januar 2021 verstarb.

## Öffentlich zugängliche Werke
- Altersheim «Hungacker» Beckenried, Kapelle, Antikverglasung (1992),
- Alterszentrum Viktoria, Bern, Eingangshalle, Antikverglasung (2000); Hauskapelle, Glas-Beton-Wand und Tapisserie,
- Alterswohnheim Brunnen SZ, Kultusraum, Antikverglasung,
- Evangelisch-reformierte Kirche, Brunnen SZ, Antikverglasung
- Altersheim «Brüggli», Dulliken, Begegnungsraum, Antikverglasung (1998)
- Christkath. Dorfkirche St. Peter und Paul, Starrkirch-Wil, Antikverglasung (1994),
- Kapuzinerkirche, Feldkirch (Österreich), Antikverglasung (2006/2007)
- Altersheim «St. Barbara», Kippel, Kapelle, Antikverglasung (1992/1993)
- Röm.-kath. Pfarrkirche St. Martin, Meilen, Antikverglasung (1995),
- Antoniushaus Mattli, Bildungshaus, Morschach, Kapelle, Lichtband in Glas-Beton (1977)
- Altersheim «St. Martin»,  Muri AG, Kapelle, Antikverglasung (1991/1992)
- Bayerisches Rotes Kreuz, München (Deutschland), Frauenklinik, Tapisserie
- Rotkreuzklinikum, München, Kapellengestaltung und Antikverglasung,
- Aufbahrungsraum, Müstair, Antikverglasung (1998)
- Rotkreuzklinik, Würzburg (Deutschland), Kapellengestaltung und Antikverglasung
- Elisabethenheim, Bleichenberg, Hauskapelle, Chorgestaltung, Antikverglasung; Eingangshalle, Tapisserie, Biberist

## Ausstellungen

### Einzelausstellungen
- 1973: Paulus-Akademie, Zürich
- 1975: Josephshaus, Kollegi-Kantonsschule Schwyz
- 1977: Galerie Schneider, Le Landeron
- 1977: Akademie der Diözese Rottenburg in Hohenheim (Stuttgart)
- 1978: Galerie Walcheturm, Zürich
- 1980: Strauhof, Zürich
- 1980: Galerie Hofstatt, Gipf-Oberfrick
- 1981: Galerie «Pro Arte», Hallein (Österreich)
- 1985: Stadthaus Olten
- 1987, 1983: Galerie Walcheturm, Zürich
- 1990: Seedamm-Kulturzentrum, Pfäffikon SZ
- 1992: Galerie Nepomuk, Kaiserstuhl AG
- 1994, 1989: Martins Galerie, Olten
- 1996: PKO, Franziskusheim, Oberwil bei Zug
- 1997: «Bildwelten», Galerie Hilt, Basel
- 2001: «Insel-Erinnerungen», Martins Galerie, Olten
- 2001: «Sommer-Nacht», Galerie Hilt, Basel
- 2003: «Bildwelten», Galerie Meier, Arth SZ
- 2009: Martins Galerie, Olten; mit Regula Vicha-Bürgi
- 2011: «Lob der Schöpfung», Galerie Hilt, Basel

### Gruppenausstellungen
- 1977: Schweizer Heimatwerk, Zürich
- 1984: «Kunstszene Schwyz», Einsiedeln
- 1984: «Kunstszene Schwyz», Kunstmuseum Luzern Weihnachtsausstellung, Kunstmuseum, Luzern
- 1985, 1980, 1975: Engeler, Glasmalerei Andwil SG
- 1986: «Kunstszene Schwyz», Pfarreizentrum, Goldau SZ
- 1991: «Kunstszene Schwyz», Schwyz, Seedamm-Kulturzentrum, Pfäffikon SZ
- 1992: Landenberg, Sarnen OW
- 1992: Kunstmuseum Olten
- 1995: «Kunstszene Schwyz», Pfarreiheim St. Georg und Galerie Meier, Arth am See
- 1997: Jubiläumsausstellung, Martins Galerie, Olten
- 1998: «Spurensuche – Das Bild des Menschen in der Schweizer Gegenwartskunst», Seedamm-Kulturzentrum, Pfäffikon SZ
- 1999: Forum der Schweizer Geschichte (Künstlervereinigung Innerschwyz), Schwyz
- 2004: Galerie Hilt, Basel; «Offene Augen – geschlossene Lider», Schloss Wartenfels, Lostorf
- 2006, 2007: Galerie Hilt, Basel

## Ehrungen und Auszeichnungen
- 1984: Goldmedaille der EAO-Stiftung Pro Olten, «Für hohe Verdienste um Olten»